# Hatsune Miku: Project DIVA
Hatsune Miku: Project DIVA (初音ミク -Project DIVA-) est une série de jeux vidéo de rythme, créée par Sega et Crypton Future Media, et sortie initialement sur PlayStation Portable en 2009 au Japon. La série est reconnue grâce à la présence de la chanteuse virtuelle de Vocaloid, Hatsune Miku. Le second volet, intitulé Hatsune Miku: Project DIVA 2nd, est sorti le 29 juillet 2010 toujours en exclusivité japonaise.
Une version arcade du jeu, intitulé Hatsune Miku: Project DIVA Arcade (初音ミク Project DIVA Arcade), est sortie en janvier 2010 sur le système Sega RingEdge. La dernière version s'intitule Project DIVA Megamix.

## Système de jeu
Comme d'autres jeux de rythme, le gameplay est basé autour de la capacité du joueur à suivre le tempo musical. Ainsi, le joueur doit appuyer sur les boutons lorsque des icônes flottantes grises apparaissent au-dessus des icônes colorées, au rythme de la musique. La précision de l'appui est décrite avec un mot affiché dans le coin en bas à droite de l'écran, allant de « Cool » à « Worst » (mauvais). Le jeu est basé sur la précision et le joueur est récompensé par un classement par rang allant de « Perfect » (parfait) à « Mistake » (représentée par MissXTake).

### Caractéristiques supplémentaires
Project DIVA permet aux joueurs de choisir parmi un large éventail de personnages, y compris Miku avec différents costumes dont certains provenant des jeux Valkyria Chronicles et Space Channel 5. Le mode « Edition » permet aux joueurs de créer une vidéo musicale personnalisée selon une chanson préalablement enregistrée sur leur PSP puis d'y inclure et de personnaliser leur gameplay.

## Personnages
- Hatsune Miku
- Kagamine Rin/Len
- Megurine Luka
- Kaito
- Meiko
- GUMI (seulement pour la série des Project Mirai)
- Yowane Haku (Disponible en DLC pour Project DIVA F/f, F2nd et X)
- Akita Neru (Disponible en DLC pour Project DIVA F/f, F2nd et X)
- Kasane Teto (Disponible en DLC pour Project DIVA F/f, F2nd et X)

## Jeux

### Hatsune Miku: Project DIVA
Le premier Project DIVA est sortie le 2 juillet 2009. Le jeu se vend à 100 000 exemplaires en très peu de temps. Le gameplay est le plus basique des Project DIVA : il y a 8 symboles possibles : Cercle, Croix, Carré, Triangle, Droite, Bas, Gauche, Haut.

#### Hatsune Miku: Project DIVA Dreamy Theater
Le 24 juillet 2010, Sega a publié via le PlayStation Store, Dreamy Theater, un logiciel pour la PlayStation 3 permettant aux joueurs de jouer au jeu PSP via une console PS3. En mode Dreamy Theater, le gameplay n'est pas modifié, cependant les graphismes affichés par la console PS3 sur la télévision sont grandement améliorées avec une définition HD, les graphismes équivalent ainsi à un jeu originellement conçu pour la PS3. Concernant la connectivité, le joueur doit posséder une PSP (avec le jeu dedans) connecté via USB à une PS3 avec le logiciel installé.

### Hatsune Miku: Project DIVA 2nd
Project Diva 2nd est le 2e opus de la série Project Diva sur PSP. Cet épisode inclut un nouvel élément de gameplay : les touches combos. Lorsque des flèches apparaissent, le joueur devra appuyer sur la flèche et sur le bouton d'action correspondant. Si la flèche pointe vers la droite, le joueur devra appuyer sur Droite et Rond en même temps. Project DIVA 2nd contient 47 musiques, soit 2eme sur le podium après Project Diva Mega39s (Future Tone ne compte pas étant une compilation).

### Hatsune Miku: Project DIVA Extend
C'est le troisième opus de Project DIVA sur PSP. Le nom du jeu a d'abord été « Project DIVA 2.5 », mais a finalement été nommé Project DIVA Extend. Cet opus contient 36 chansons dont 19 sont issus des deux jeux précédents, Project DIVA et Project DIVA 2nd. Le jeu a eu le droit a un portage HD sur PS3, nommé Project DIVA Dreamy Theatre Extend. À noter que, comme pour Project DIVA Dreamy Theatre et Project DIVA Dreamy Theatre 2nd, le jeu n'est pas indépendant, et achetable uniquement sur le PSN japonais.

### Hatsune Miku: Project DIVA f & F
Project DIVA f est sortie sur PS Vita alors que Project DIVA F est sortie sur PS3. Premièrement sortie sur PS Vita au Japon en 2012, avec une édition limitée de la PS Vita. Le jeu est ensuite annoncé sur PS3 avec 6 titres supplémentaires, ainsi que de nouveaux modules. La version PS3 est sortie disponible hors japon le 4 septembre 2013 en Europe, en version dématérialisée, et la version PS Vita est disponible le 12 mars 2014 en Europe.
Project DIVA f a été désigné par les joueurs comme étant le meilleur opus de la série Project DIVA, et le plus beau jeu sur console portable jamais sortie. Les deux versions utilisent le même moteur graphique, tournent a 30 images par seconde (la PS Vita est aussi puissante que la PS3, ce qui a permis un portage PS Vita vers PS3 facile). À noter que si vous avez le jeu japonais, vous devez acheter le DLC japonais. Le jeu contient un aspect tamagotchi avec le mode DIVA Room. Chaque joueur va pouvoir rencontrer son personnage préféré et interagir avec lui.

#### Gameplay
Au niveau du gameplay, Project DIVA F/f rajoute l'étoile, le joueur devra donc donner un coup avec le stick (PS3) ou « scratcher » (faire déraper) son doigt sur les pavés tactiles (dans les options, le joueur peut choisir quel partie de la PS Vita vous utiliserez pour scratcher). La Chance Time a changé : Le joueur doit remplir une étoile et scratcher la grosse étoile à la fin. Le clip sera légèrement modifié (partie en plus / élément de décor supplémentaire). Une bonne Chance Time permet d'augmenter la barre de progression de 5 %. Les zones techniques font leur apparition : le joueur devra valider toutes les notes correctement pour la compléter. Chaque zone technique bien faite permet d'augmenter la barre de progression de 3 %. Le DLC de Project DIVA f contient les 6 titres de la version PS3, de nouveaux costumes, personnages.

### Hatsune Miku: Project DIVA F 2nd
Le jeu est sortie le 27 mars 2014 au Japon sur Playstation 3 et Vita en même temps, avec tous les deux un F majuscule. Le jeu sera ensuite disponible le 18 novembre 2014 en Amérique du Nord et le 21 novembre 2014 en Europe. Une version boîte est prévu. Le jeu contient 40 musiques dont environ la moitié ont été reprises des Project DIVA sur PSP. De nouveaux éléments de gameplay ont été introduits comme le link scratch et le double scratch.

### Hatsune Miku: Project DIVA Arcade
En janvier 2010, Sega lance une version arcade du jeu intitulée Hatsune Miku: Project DIVA Arcade (初音ミク Project DIVA Arcade). Il est basé sur le premier jeu de la série sorti sur PlayStation Portable. Le jeu inclut Miku et ses chansons, des chansons réalisés par des fans, ainsi que des graphismes améliorés. Le site internet Piapro a même tenu un concours afin que les joueurs et artistes soumettent leurs chansons créées avec Vocaloid ainsi que des illustrations,. La société Tripshots a conçu la borne comprenant un panel de quatre boutons, proposant ainsi le même gameplay que son prédécesseur sur PSP. Le tout connecté à un compte et un système de progression OnLine « Diva.net », utilisant pour ce faire la carte Aime de Sega.

#### Gameplay
Le jeu propose presque exactement le même gameplay que les versions PSP, avec toutefois quelques différences. Les boutons PlayStation sont maintenant remplacés par 4 gros boutons sur le panel. La version Arcade possède des chansons des jeux consoles de la série Project DIVA, ainsi qu'une liste de chansons exclusives. Les joueurs ont la possibilité de choisir la difficulté de jeu avant de jouer une chanson, principe semblable au jeu Dance Dance Revolution. Les cinq difficultés sont : Easy, Normal, Hard, Extreme et Extra Extreme.

#### Upgrade
La borne de jeux se verra modifiée en novembre 2013. Celle-ci arborant dorénavant un « Touch slider » sous la forme d'un longue bande tactile au-dessus des 4 célèbres boutons. Modifiant donc partiellement le gameplay (uniquement des chansons post-upgrade) en y ajoutant lesdites « arrows ».

### Hatsune Miku Project DIVA Future Tone
Hatsune Miku Project DIVA Future Tone, disponible en Europe depuis le 10 janvier 2017 sur PS4, est un portage de la version arcade sur console reprenant les titres de Project DIVA Arcade Future Tone vendus sur le Playstation Store dans deux packs : Future Sound et Colorful Tone.

### Hatsune Miku: Project DIVA Mega39s
Hatsune Miku: Project DIVA Mega39s est le premier jeu Project Diva sur Nintendo Switch. Il est sorti au Japon le 13 février 2020, et sera composé de 101 chansons (reprenant certaines chansons des anciens jeux, et en en ajoutant des nouvelles). Project DIVA Mega39s célèbre les 10 ans de la série Hatsune Miku Project Diva. Les nouvelles chansons sortant sur Project DIVA Mega39s seront aussi disponibles sous forme de DLC payant pour Project Diva : Future Tone sur PS4.
Une version anglaise du jeu, intitulée Hatsune Miku: Project DIVA Mega Mix, sortira le 15 mai 2020 en Europe et en Amérique.

### Autres

#### Project DIVA PC
Project Diva PC est un clone non-officiel de Project Diva pour Windows créé par des pirates chinois. Le jeu est disponible en chinois et en anglais. Le gameplay est le même que celui de Project Diva, mais les parties Diva Room et Diva Shop ne sont pas présentes. Les chansons sont beaucoup plus dures à jouer que sur les anciens Project Diva (du moins pour les chansons reprises de Project Diva F).

#### PPD/Project Project Dxxx
PPD est un clone non-officiel de Project Diva Arcade, également pour Windows, dans laquelle les utilisateurs créent eux-mêmes les charts des chansons. Cependant, on ne peut pas personnaliser son personnage dans la vidéo avec les modules, contrairement aux Project Diva officiels. On peut aussi personnaliser l'apparence du jeu. Les joueurs ont également la possibilité de jouer en multijoueur en ligne.